# Паньков, Иван Кириллович
Иван Кириллович Паньков (22 июня 1925 — 14 мая 1992) — снайпер 300-го гвардейского стрелкового полка (99-я гвардейская стрелковая дивизия, 37-го гвардейского стрелкового корпуса, 7-й армии, Карельского фронта, гвардии сержант.

## Биография
Родился 22 июня 1925 года в селе Карповка (Артёмовский район, Артёмовский округ УССР, ныне село Бахмутское), трудился в колхозе села Бат-Пак Осакаровского района Карагандинской области.
В январе 1943 года призван в ряды Красной Армии. Прибыл в июне 1944 года на Карельский фронт в составе 37-го гвардейского стрелкового корпуса. 21 июня 1944 года форсировал реку Свирь. 21 июля 1944 года за образцовое выполнение боевых заданий командования и проявленные при этом геройство и мужество гвардии сержанту Панькову Ивану Кирилловичу присвоено звание Героя Советского Союза с вручением ордена Ленина и медали «Золотая Звезда».
С 1946 года лейтенант Панков в запасе. Жил в пгт/городе с меняющимися названиями: до 1926 рабочий посёлок Брянцевка, в 1926—1938 рабочий посёлок имени Карла Либкнехта, в 1938—1965 пгт имени Карла Либкнехта, в 1965—1991 город Карло-Либкнехтовск, с 1991 город Соледар. Умер в Соледаре 14 мая 1992 года.